# Kappa2 de la Balena
|  | Per a altres significats sobre 'Kappa¹ Ceti, vegeu «Kappa1 Ceti». |

Kappa² de la Balena (κ² Ceti) és un estel a la constel·lació de la Balena, de magnitud aparent +5,69. Comparteix denominació de Bayer «Kappa» amb Kappa¹ de la Balena, però no existeix relació física entre els dos estels. Kappa² de la Balena hi és a 290 anys llum del sistema solar.
Kappa² de la Balena és una gegant groga de tipus espectral G8.5III la temperatura superficial de la qual és d'aproximadament 4.980 K. Llueix amb una lluminositat 44 vegades superior a la lluminositat solar. La mesura del seu diàmetre angular en banda K —0,89 ± 0,01 mil·lisegons d'arc— permet avaluar el seu diàmetre, que resulta ser 8,5 vegades més gran que el del Sol, més aviat petit per a un estel de les seves característiques. Se la pot considerar una versió menor d'altres conegudes gegant grogues com Vindemiatrix (ε Virginis) o Capella A (α Aurigae), ja que la seva lluminositat és poc més de la meitat de la d'aquestes. Té una massa de 2,4 masses solars i la seva edat s'estima entre 650 i 950 milions d'anys.
Kappa² de la Balena mostra una metal·licitat més alta que la del Sol, sent la seva abundància relativa de ferro un 28% major que la d'aquest ([Fe/H] = +0,11). Els nivells d'elements com a calci i níquel estan en la mateixa línia i només el lantani presenta cert empobriment respecte al nivell solar.